# .yu
.yu — в Інтернеті, національний домен верхнього рівня (ccTLD) для Югославії. Після перейменування Югославії використовується в Сербії і Чорногорії, хоч для неї вже зарезервовано домен .cs. Через це домен було заплановано закрити 30 вересня 2009 року. Домен був закритий 30 березня 2010 року.
Проте, сербські реєстратори звернулись до ICANN з проханням про продовження перехідного періоду, і ICANN вирішили продовжити перехідний термін максимум до 6 місяців.

## Домени 2-го та 3-го рівнів
Станом на листопад 2009 року в цій доменній зоні нараховувалось 15,4 млн сайтів вебсторінок.
Використовуються та приймають реєстрації доменів 3-го рівня такі доменні суфікси (відповідно, існують такі домени 2-го рівня):
| Суфікс   | Регламентовані користувачі                                            |
| .ac.yu   | Наукові та дослідницькі установи, коледжі, університети або інститути |
| .co.yu   | Комерційні установи, корпорації                                       |
| .edu.yu  | Наукові та дослідницькі установи, коледжі, університети або інститути |
| .gov.yu  | Державні та урядові установи                                          |
| .net.yu  | Провайдери, організації, пов'язані з мережами                         |
| .org.yu  | Неприбуткові, неурядові організації                                   |
| .priv.yu | Родини, приватні особи                                                |